# Picot garser de Bonaparte
El picot garser de Bonaparte (Dendrocopos analis) és una espècie d'ocell de la família dels pícids (Picidae) que habita boscos oberts i de bambú al nord del Pakistan, nord i est de l'Índia, Myanmar, nord-oest i centre de Tailàndia, Cambodja, centre i sud de Laos, sud del Vietnam, illes Andaman, Java i Bali.